# Pasuruan
Pasuruan este un oraș din Indonezia.